# Eusparassus potanini
Eusparassus potanini là một loài nhện trong họ Sparassidae.
Loài này thuộc chi Eusparassus. Eusparassus potanini được Eugène Simon miêu tả năm 1895.